# River of Tuoni
River of Tuoni è il primo album del gruppo musicale symphonic metal finlandese Amberian Dawn, pubblicato il 30 gennaio 2008 per l'etichetta KHY Suomen Musiikki.
Dall'album viene resa disponibile per l'ascolto su MySpace la traccia "Valkyries" dieci giorni prima della pubblicazione dell'album e viene girato un videoclip per la title track River of Tuoni, pubblicato a maggio.
A giugno 2008 River of Tuoni viene pubblicato nel resto dell'Europa al di fuori della Finlandia dalla Ascendance Records.
Tutte le tracce sono state composte da Heidi Parviainen e Tuomas Seppälä.
La cantante Heidi ha spiegato i temi del testo della canzone River of Tuoni su MySpace:
The story is about handsome but arrogant Lemminkäinen or Lemminki - a god of magic, or else a sorcerer who could "sing the sand into pearls". Lemminkäinen is depicted as young and good looking, with wavy yellow hair. He is one of the Heroes of the Kalevala. Lemminkäinen holds the magical sampo. He is also associated with water; in one myth he drowns in the river of Tuonela (the underworld) in trying to capture or kill the black swan that lives there as part of an attempt, as Ilmarinen once made, to win a daughter of Louhi as his wife.
In our piece " River of Tuoni" Lemminkäinen´s mother tries to rescue his corpse from the river of Death which runs through Tuonela, and bring him to life, echoing the myth of Osiris. In the chorus the mother of Lemminkäinen calls her son anxiously wading the river of Tuoni and collects the pieces of her son. Finally she restores and brings him back to life.
Tuonela is the realm of the dead or the Underworld in Finnish mythology, similar to Hades in Greek mythology. Tuonela, Tuoni, Manala and Mana are often used synonymously.»
(Heidi Parviainen)

## Tracce
1. River of Tuoni – 2:59
2. My Wings Are My Eyes – 3:12
3. Lullaby – 3:41
4. Valkyries – 3:27
5. Fate of the Maiden – 2:48
6. My Only Star – 4:21
7. The Curse – 4:04
8. Passing Bells – 4:01
9. Sunrise – 3:29
10. Evil Inside Me – 3:48

## Formazione
- Heidi Parviainen - voce (mezzosoprano)
- Tuomas Seppälä  - chitarra e tastiere
- Tommi Kuri - basso
- Joonas Pykälä-Aho - batteria
- Kasperi Heikkinen- chitarra
- Tom Sagar - tastiere
- Heikki Saari - batteria e percussioni

### Altri musicisti
- Jarmo Lahtiranta - timpano
- Vakosametti - coro (Erkki Kaikkonen, Juha Palkeinen, Markku Haikenen, Mikko Moilanen, Teemu Paananen, Tommi Kohlemainen) in My Wings Are My Eyes, Lullaby, Passing Bells
- Peter James Goodman - voce maschile